# Egon Adler
Pour les articles homonymes, voir Adler.
Egon Adler (né le 18 février 1937 à Großpösna - mort le 28 janvier 2015) est un coureur cycliste allemand. Adler est sociétaire au club cycliste local du ASK Vorwärts Leipzig. Avec l'Équipe unifiée d'Allemagne, il a obtenu la médaille d'argent du contre-la-montre par équipes des Jeux olympiques de 1960. Il est l'oncle de Jörg et Robert Förster.

## Palmarès
- 1958
  - Champion de RDA de poursuite par équipes
  - 6e étape de la Course de la Paix
  - 3e du Tour de RDA
  - 3e du championnat de RDA sur route
- 1959
  - Champion de RDA du contre-la-montre par équipes
  - 5e et 7e étapes de la Course de la Paix
- 1960
  - 6e et 9e étapes de la Course de la Paix
  -  Médaillé d'argent du contre-la-montre par équipes des Jeux olympiques
  - 20e de la course sur route des Jeux olympiques